# Rhophitulus obscurigaster
Rhophitulus obscurigaster är en biart som först beskrevs av Joseph Vachal 1909.  Rhophitulus obscurigaster ingår i släktet Rhophitulus och familjen grävbin. Inga underarter finns listade i Catalogue of Life.